# Ahegao
Ahegao (ア ヘ 顔) er et udtryk i japansk pornografi for et overdrevet ansigtsudtryk af karakterer (normalt kvinder) under sex, typisk med rullende eller krydsede øjne, fremspringende tunge og let rødmet for at vise nydelse eller ekstase. Stilen bruges ofte i hentai.